# Igreja Greco-Católica Melquita
A Igreja Greco-Católica Melquita (em árabe كنيسة الروم الملكيين الكاثوليك, Kanīsät ar-Rūm al-Malakīn al-Kāṯūlīk; em grego: Μελχιτική Ελληνική Καθολική Εκκλησία; em latim: Ecclesiae Graecae Melchitae Catholicae) ou Igreja Patriarcal Melquita é uma Igreja oriental católica particular sui iuris. Essa Igreja utiliza o rito litúrgico bizantino; e utiliza o grego e o árabe como línguas litúrgicas.
O atual líder da Igreja Melquita é o Patriarca Youssef I Absi, eleito pelo seu Sínodo no dia 21 de junho de 2017 e reconhecido pelo Papa Francisco no dia seguinte.

## História

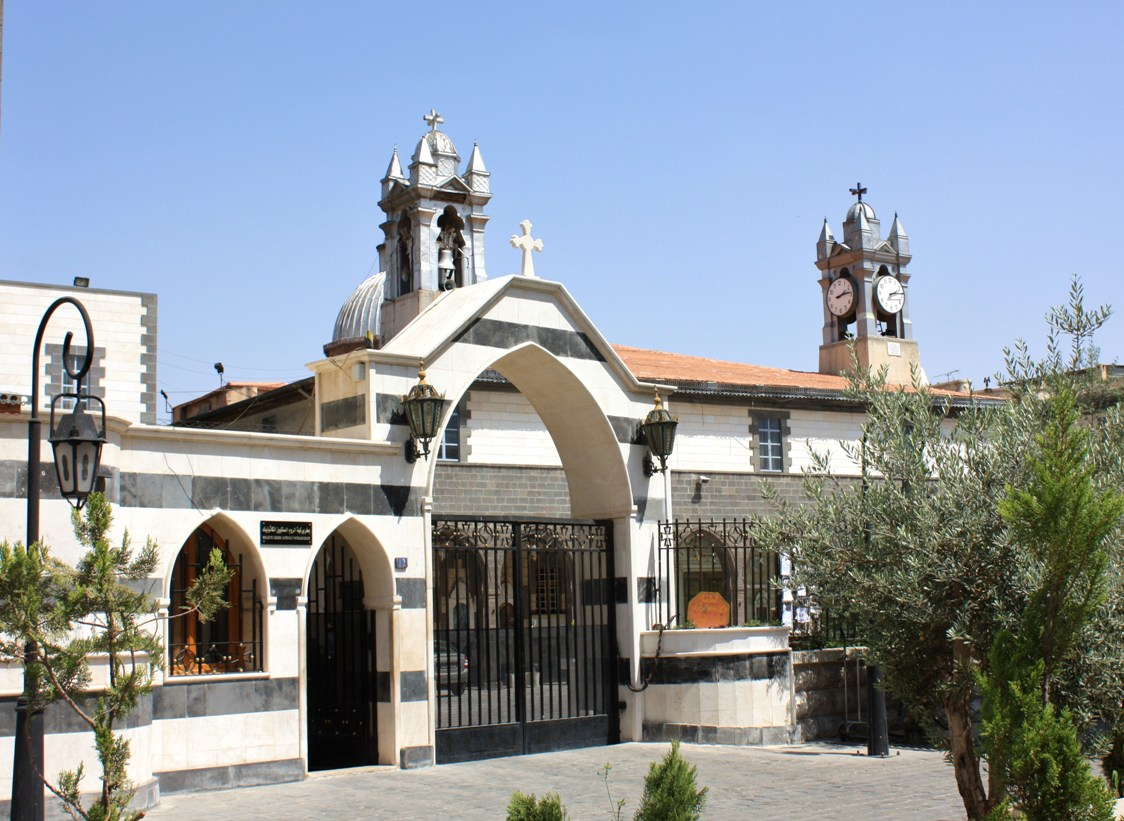
Catedral Nossa Senhora da Dormição, Damasco, Síria

Criada em Antioquia, é a mais antiga Igreja enquanto instituição do mundo, conforme a tradição, e é a única entre as orientais que não é uma Igreja nacional, apesar de estar intimamente ligada à Síria. Seu Patriarcado envolve três sés apostólicas: Antioquia, Jerusalém e Alexandria, chamando-se Patriarcado Greco-Melquita de Antioquia e de Todo Oriente, Alexandria e Jerusalém.
O nome Melquita vem de mèlek que é a raiz siríaca para as palavras "rei", "real" e "reino". Todos aqueles que ficaram ao lado do imperador bizantino Marciano no Concílio de Calcedônia em 451, defendendo a realidade das duas naturezas de Cristo, foram pejorativamente apelidados de "reais" pelos monofisistas.
Com o tempo, o nome foi usado para designar especificamente os cristãos bizantinos de Antioquia, Alexandria e Jerusalém, que passaram a humildemente aceitar a alcunha jocosa que lhes conferiram.
Já a adjetivação de sua catolicidade - "greco" - vem do fato de os então futuros melquitas, assim como os outros cristãos que habitavam o Império Bizantino, antigo Império Romano, serem chamados pelos muçulmanos de rumi, "romanos", uma identidade que veio a ficar estreitamente ligada à língua que falavam: o grego, tanto que ambos nomes se tornaram sinônimos. Tal ligação com o Império Bizantino veio acrescentar alguns elementos bizantinos ao seu rito antioqueno de origem, tornando-o conhecido como rito bizantino. Assim, Igreja Melquita passou a ter, assim, a Divina Liturgia escrita por São João Crisóstomo e São Basílio de Cesareia.
Ainda como elemento de identidade, a Igreja Melquita é árabe. Seu processo de arabização começou desde segunda metade do século VIII. Foi a primeira Igreja a usar o árabe como língua litúrgica, e teve como um dos seus filhos o primeiro escritor cristão que escreveu regularmente em árabe, Teodoro Abuqurra (ca. 755 - ca.830).
Depois do Grande Cisma que ocorreu em 1054, a Igreja Melquita não manifestou nenhuma posição unilateral entre a Igreja Católica Romana e a Igreja Ortodoxa, tentando preservar sua comunhão com ambas as Igrejas. Mas, em 1724, dado às circunstâncias históricas, como a atuação de missionários europeus, grande parte dos melquitas declarou comunhão visível com a Igreja Católica Romana, criando assim duas vertentes dos melquitas: os católicos (também chamados de uniatas) e os ortodoxos, os quais vieram a ser conhecidos como antioquenos.

## Ícones
A Igreja Melquita, fiel à tradição bizantina, não usa esculturas em suas igrejas, mas apenas ícones; e antes de se adentrar no santuário pode-se sempre ver um ícone do Pantocrator (Jesus Cristo) e outro, da Teótoco (Mãe de Deus), ladeando a Iconóstase.

## Igreja Greco-Católica de Antioquia no mundo
A Igreja Melquita conta atualmente com cerca de 1,3 milhões de fiéis, organizados em 28 dioceses:
- O Patriarcado, sediado em Damasco.
- As arquidioceses sírias de Alepo, Bostra e Haurã (Khabab), Damasco e Homs e de Lataquia.
- As arquidioceses libanesas de Beirute e Jbeil, de Tiro, de Balbeque, de Banias, de Saída, de Tripoli do Líbano, e de Zahlé e Furzol.
- A arquidiocese de Aca em Israel
- A arquidiocese de Petra e Filadélfia na Jordânia
- A eparquia de Nossa Senhora da Anunciação de Newton nos Estados Unidos.

- A eparquia de Nossa Senhora do Paraíso em São Paulo no Brasil.
- A eparquia de Nossa Senhora do Paraíso na Cidade do México no México.
- A eparquia de São Miguel em Sydney na Austrália
- A eparquia do São Salvador em Montreal no Canadá
- Os exarcados apostólicos da Argentina e Venezuela
- Os exarcados patriarcais do Iraque e Kuwait
- Os territórios dependentes do Patriarca do Egito e Sudão

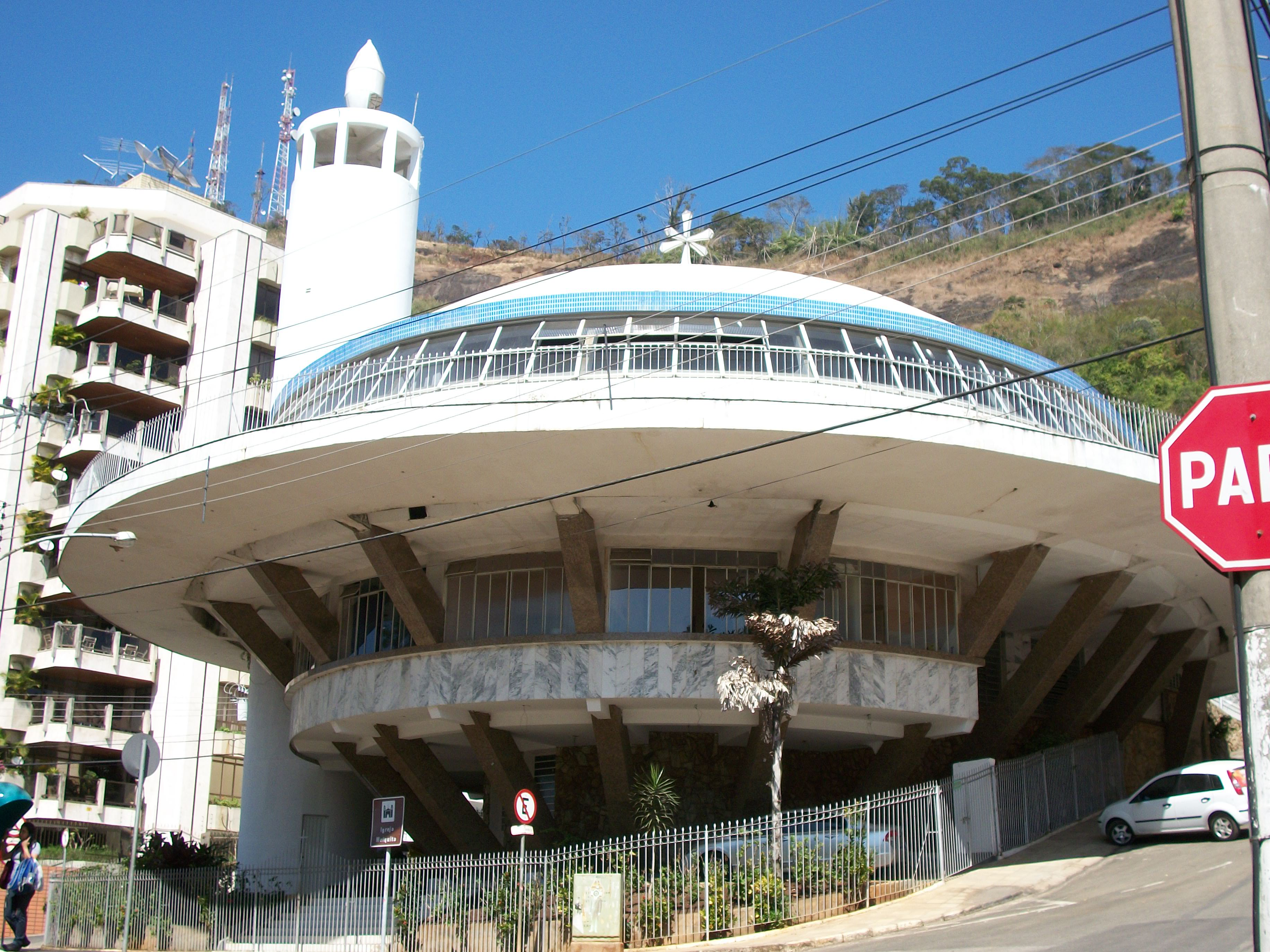
Igreja Melquita de São Jorge em Juiz de Fora - MG

- O vicariato apostólico de Jerusalém
- A Arquidiocese de Alexandria é sé vacante.

### No Brasil
A Igreja Melquita veio ao Brasil em missão para servir os imigrantes sírios e libaneses, cuja imigração se iniciou em torno de 1869-1890. Prósperas comunidades foram fundadas e, com muito esforço, também levantadas suas próprias igrejas. A primeira, Igreja de São Basílio, foi fundada em 1941, pelo primeiro bispo melkita do Brasil, Dom Elias Coueter, tendo sido a primeira Igreja católica oriental a ser fundada no país. 
A Igreja Melquita do Brasil é organizada numa eparquia, a Eparquia melquita no Brasil. Hoje, seu bispo é Dom George Khoury, que tomou posse no dia 22 de setembro de 2019, pelo Patriarca Youssef Absi, sendo seu bispo emérito Dom Farès Maakaroun e ela abrange com cinco igrejas;
- Catedral de Nossa Senhora do Paraíso em São Paulo
- Igreja de São Basílio, no Rio de Janeiro
- Igreja de Nossa Senhora do Líbano em Fortaleza
- Igreja de São Jorge em Juiz de Fora  - MG
- Igreja da Panagía Tsambica, em Lins - SP

Também duas comunidades:
- Comunidade Sant'Ana em Taubaté
- Comunidade São Sebastião em Tremembé

E a Igreja Melquita está presente ainda em uma igreja siríaca, celebrando o rito bizantino:
- Igreja do Sagrado Coração de Jesus em Belo Horizonte

E esteve presente na igreja latina abaixo, servida por Dom Spiridon Mattar, em sua aposentadoria, até falecer:
- Santuário do Bom Jesus em Boa Esperança

## Patriarcas
- Lista de patriarcas da Igreja Greco-Católica Melquita